# Kies
Kies (von mittelhochdeutsch kis = grobkörniger steiniger Sand) ist eine Korngrößenbezeichnung und weitverbreitetes Lockersediment bzw. ein Lockergesteinsboden.

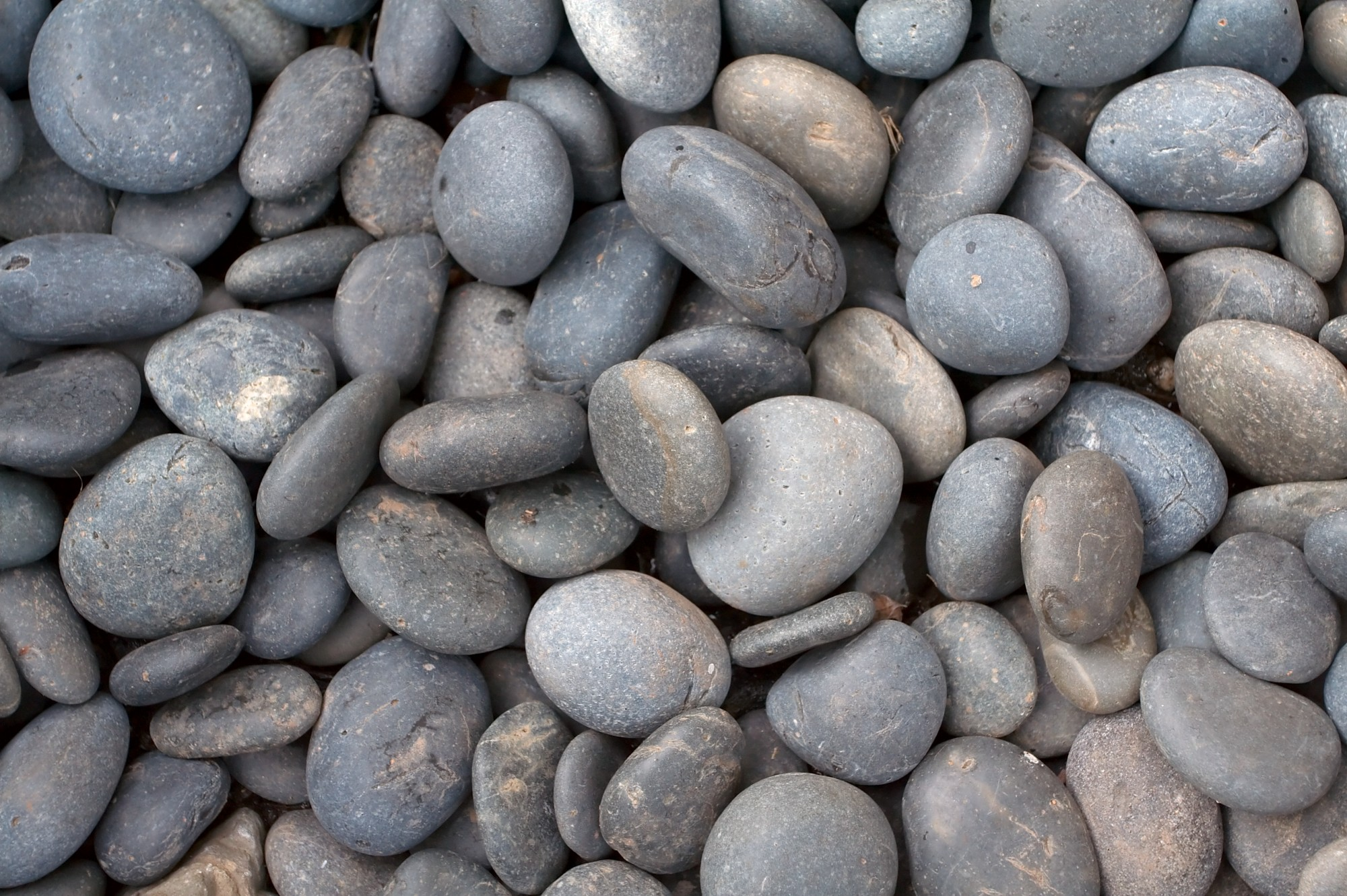
Reiner Kies (ohne Beimengungen kleinerer Korngrößen) bestehend aus rundem Korn

## Geowissenschaften

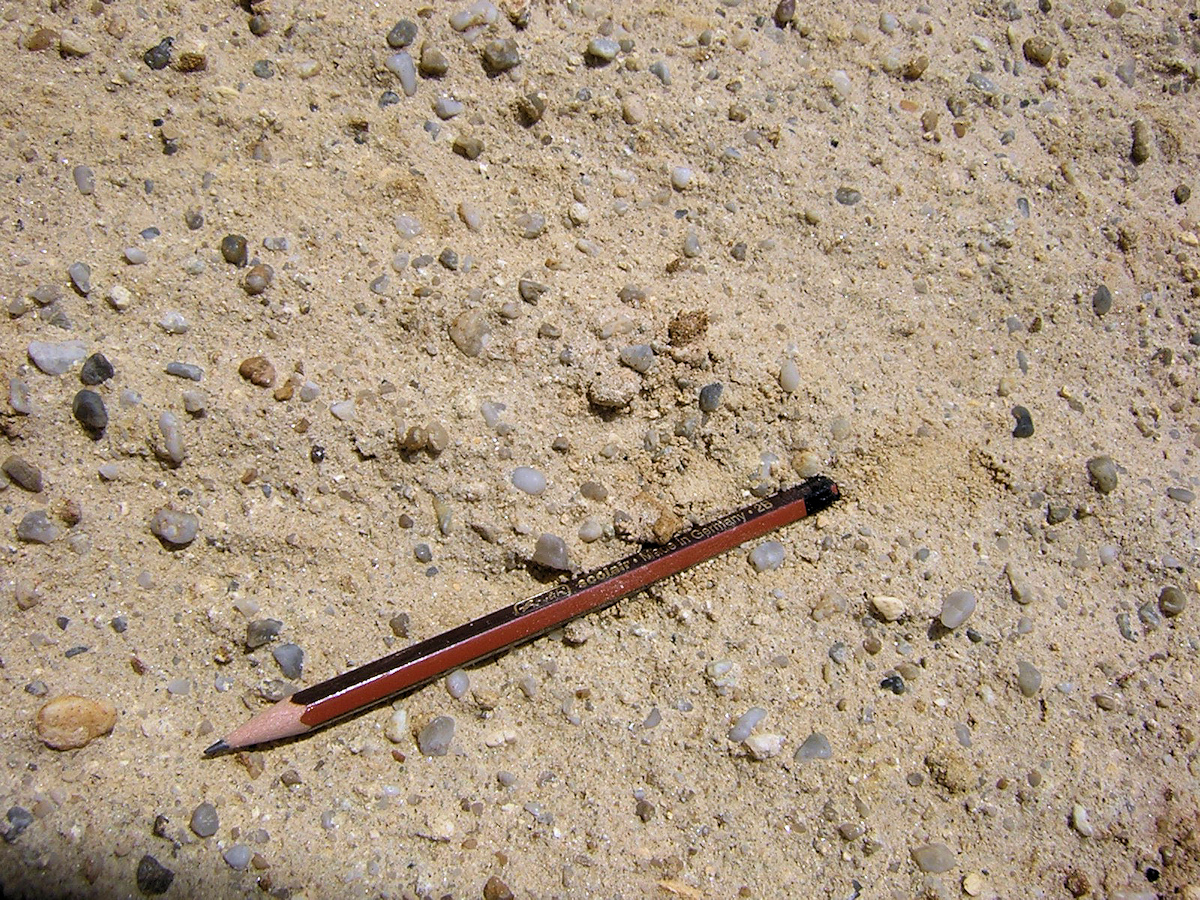
Der sogenannte Graupensand aus dem Miozän von Baden-Württemberg ist ein Beispiel für kiesiges Sediment. Die „Graupen“ sind die größeren Körner, die bezüglich ihrer Korngröße im Bereich von Fein- und Mittelkies liegen.

Im geologischen Sinne steht die Bezeichnung Kies zum einen für eine Korngröße und zum anderen für ein Lockersediment.

### Kies als Korngröße
Die Korngröße Kies umfasst nach DIN 4022 (Benennen und Beschreiben von Boden und Fels) und DIN EN ISO 14668-1  gerundete Gesteins- oder Mineralkörner, die einen Korndurchmesser zwischen 2 mm und 63 mm aufweisen und damit gröber als Grobsand sind.
Hierbei werden in einem Sediment oder Sedimentgestein nach dem Äquivalentdurchmesser folgende Korngrößenfraktionen nach DIN 4022 unterschieden:
| Kies (G/Gr)         | Korngröße    |
| ------------------- | ------------ |
| Grobkies (gG/CGr)   | 20,0–63,0 mm |
| Mittelkies (mG/MGr) | 06,3–20,0 mm |
| Feinkies (fG/FGr)   | 02,0–06,3 mm |

Für die Korngrößen Mittelkies und Grobkies wird umgangssprachlich auch der Ausdruck Kieselsteine (oder Kiesel) verwendet.
In der Bodenkunde und Bodenmechanik ist Kies eine Bezeichnung für einen Lockergesteinsboden, der entsprechend der DIN 18196 (Bodenklassifikation für bautechnische Zwecke) ausschließlich über die Korngröße definiert ist.

### Kies als Lockersediment
Ein Lockersediment wird als Kies oder Schotter bezeichnet, wenn es zu mehr als 50 % aus Komponenten der Kies-Korngröße oder größer besteht. Diese Komponenten werden allgemein als Gerölle bezeichnet. Kies ist ein typisches Sediment von Fließgewässern mit starkem Gefälle. Der Transport in Bächen und Flüssen erfolgt als Boden- oder Schleppfracht, was letztlich, bei ausreichender Transportdistanz, für die Zurundung der Körner sorgt. Lockersedimente mit überwiegend ungerundeten oder scharfkantigen Komponenten werden als Schutt bezeichnet.
Das an einer Gletscherfront in Form einer Endmoräne abgelagerte typische Gemenge aus kantengerundeten Gesteinsfragmenten und feinkörnigerem Material, insgesamt unter dem Begriff Geschiebe zusammengefasst, enthält ebenfalls Gerölle. Ein lateral (d. h. innerhalb eines Ablagerunghorizontes seitlich versetzt) zunehmender Geröllanteil zeigt den Übergang von rein glazialen zu glazifluvialen Ablagerungen an, also zu Ablagerungen von Schmelzwässern.
Kiese und Schotter können sich im Laufe geologischer Zeiträume verfestigen, wenn in Wasser gelöste Minerale die Zwischenräume im Sediment ausfüllen (Zementation). Eine gewisse Verfestigung entsteht auch durch Kompaktion, also unter Druck infolge einer Überlagerung durch andere Gesteinsschichten. Solcherart verfestigte Kiese und Schotter werden als Konglomerate bezeichnet. Bei vorwiegend unrunden oder scharfkantigen Komponenten, sogenannten Fragmenten, wird statt Konglomerat der Begriff Brekzie verwendet.
Aufgrund der durchschnittlich großen Korndurchmesser verfügt Kies über ein großes Porenvolumen und ist damit ein exzellenter Grundwasserleiter.

## Kies als Baumaterial
In der Bauwirtschaft wird der abgerundete Kies vom scharfkantigen Schotter unterschieden. Beide liegen nach der EN 12620 im Korngrößenbereich zwischen 2 und 64 mm. Die Untergliederung in Fein-, Mittel- und Grobkies ist die gleiche wie in den Geowissenschaften (siehe oben). In Österreich wird Kies auch als Rollschotter bezeichnet.

### Verwendung und Eigenschaften

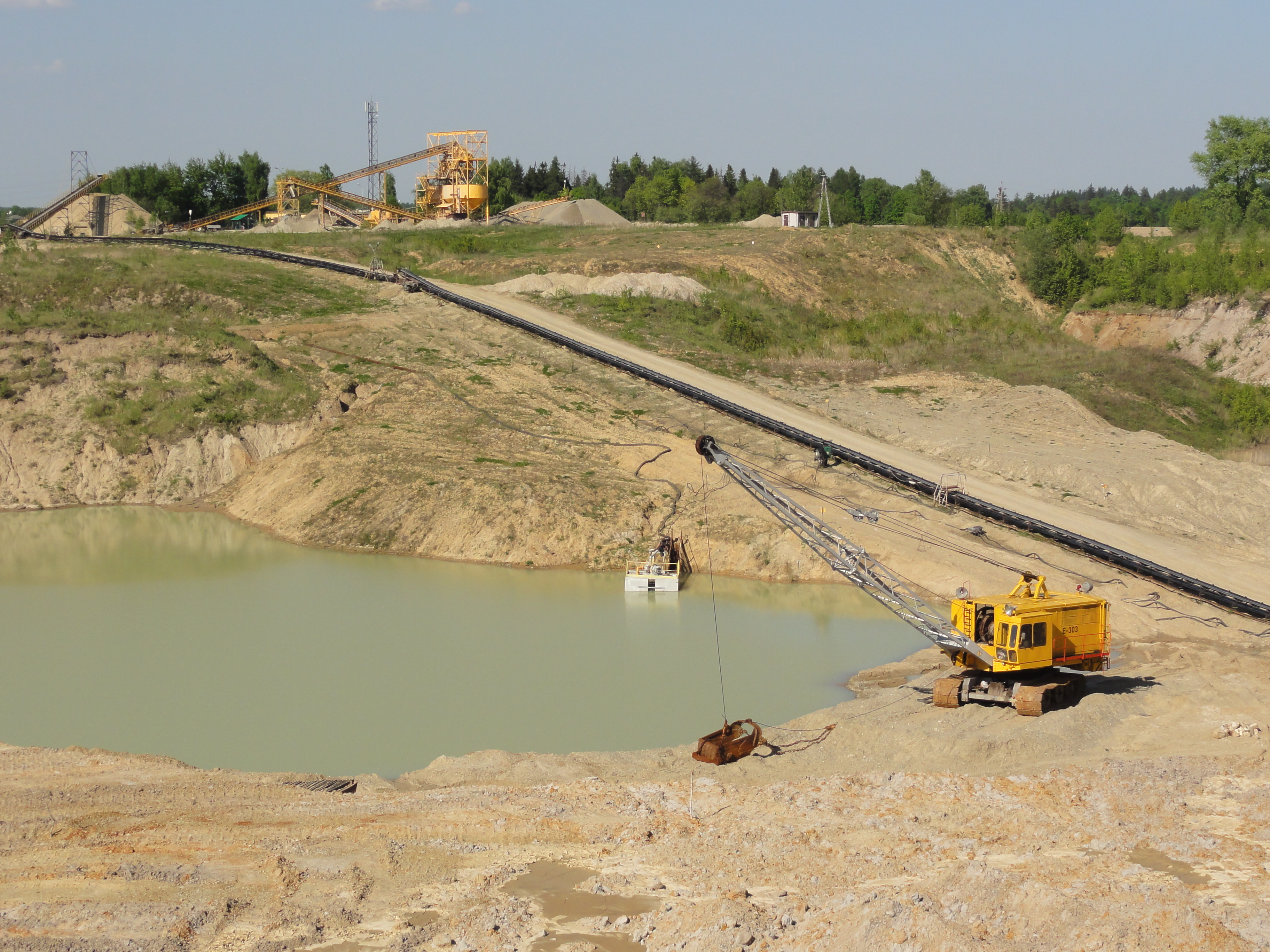
Kiesgrube in Kończyce Wielkie, Woiwodschaft Schlesien, Südpolen.

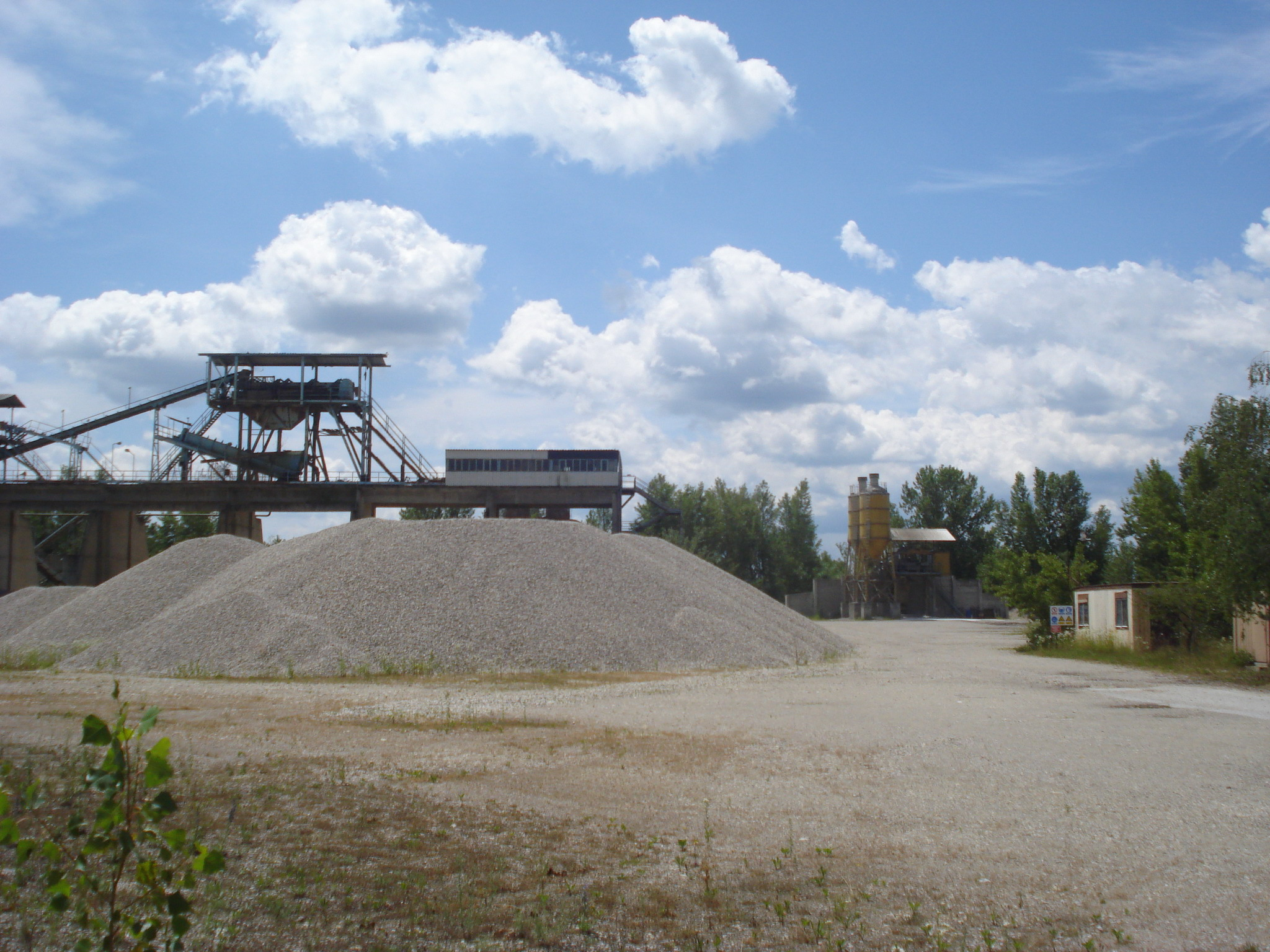
Sand-Kies-Trennungsanlage bei einer Kiesgrube in der Gespanschaft Međimurje, Nordkroatien

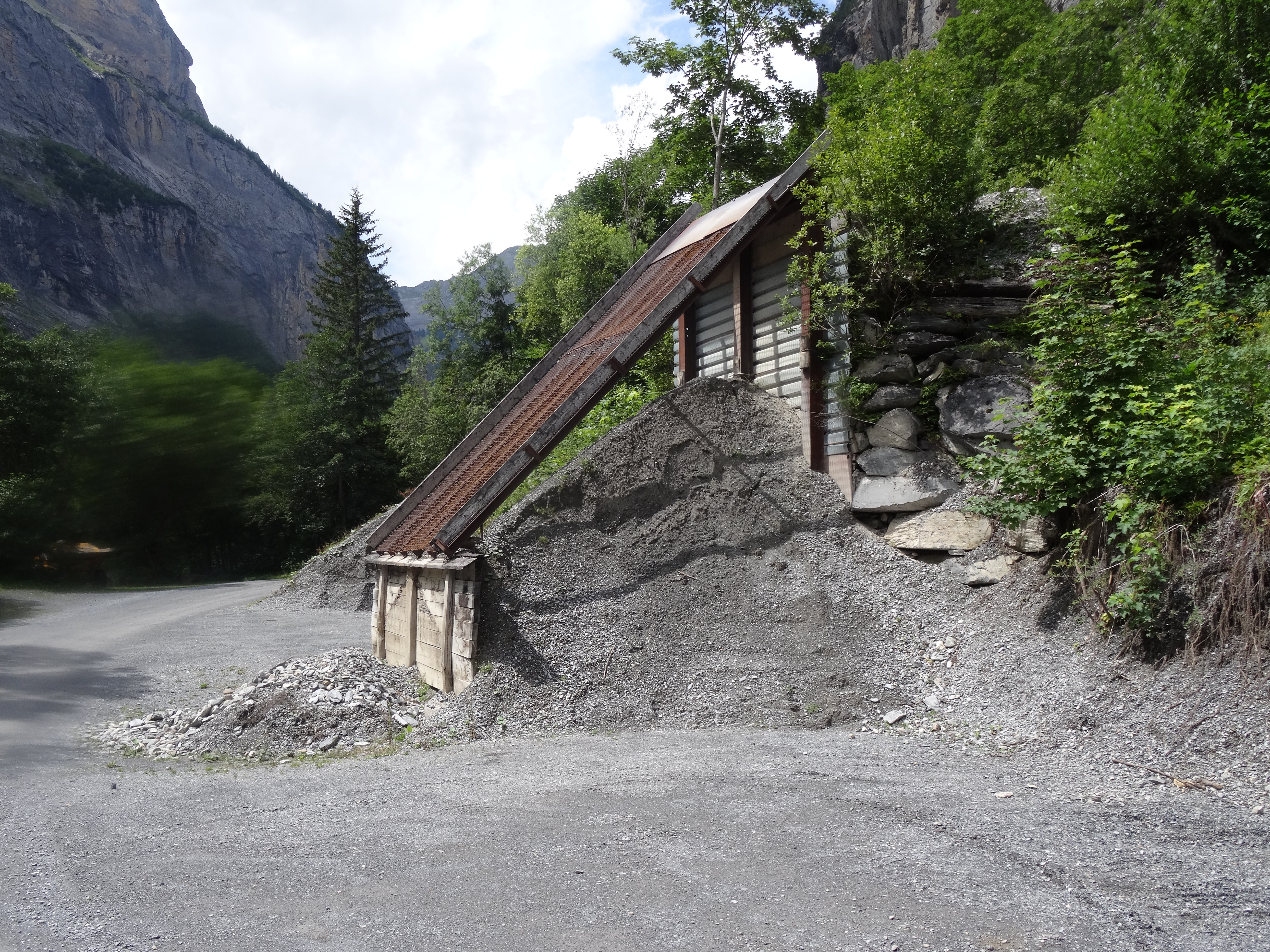
Siebanlage zur Trennung von Kies und Sand (Gasterntal, Schweiz)

Kies stellt für die Bauwirtschaft einen wichtigen Rohstoff dar. Er findet dort als  Zuschlagstoff (Gesteinskörnung) in Beton Verwendung oder ist Schüttmaterial im Erdbau. Aufgrund seines hohen Porenvolumens und der damit verbundenen hohen Wasserdurchlässigkeit (Permeabilität) eignet sich reiner Kies auch als Filterschicht für Drainagen in feuchtem Untergrund. Zudem werden Mittel- und Grobkiese infolge ihrer dafür gut geeigneten Porengröße als Rollierung (kapillarbrechende Schicht) unterhalb von Gründungssohlen eingesetzt, um ein Aufsteigen von Bodenfeuchtigkeit zu verhindern. Da reiner Kies keine Pflanzennährstoffe enthält und Oberflächenwasser rasch versickern lässt, wird er nur spärlich von Vegetation bewachsen (z. B. Magerrasen).
Die Förderung des Baustoffes Kies, der neben Sand der wichtigste Massenrohstoff ist, erfolgt in Kiestagebauen oder Kiesgruben. Die dort gewonnenen, meist inhomogenen Gemische aus verschiedenen Korngrößen werden in Aufbereitungsanlagen gewaschen und getrennt. Für Spezialzwecke erfolgt ein feineres Sieben. Für Anwendungen im Bauwesen und im Winterdienst werden kantige Mineralstoffe wie Brechsand, Splitt und Schotter mittels Brechern bisweilen auch aus Kies hergestellt.

### Kennwerte
- Schüttdichte: 1,44 bis 1,6 t⁄m³ (trocken)
- spezifische Wärmekapazität („Betonkies“): 0,88 kJ⁄kg·K[5]

## Kultureller Kontext
- Die frühen Hochkulturen benutzten Kieselsteine als Hilfsmittel zum Abbilden von Zahlen. Diese speziellen Rechensteine heißen Calculus nach dem lateinischen Namen für Kieselstein. Auch der englische Begriff für Infinitesimalrechnung lautet calculus.
- Wegen ihrer glatten Oberfläche wurden Kieselsteine in früherer Zeit nur selten als Baumaterial verwendet. Doch bereits seit der Antike (z. B. in Pella) und bei einigen Kirchen des Mittelalters und sogar bei Schlossbauten des Barock (z. B. Schloss Favorite) erscheinen sie als Fußbodenbelag oder in Außenwänden. Außerdem wurden künstliche Grotten manchmal mit Kieselsteinen ausgekleidet.[6]
- In Freiburg im Breisgau werden Rheinkiesel für Pflastermosaike in den Fußgängerzonen bzw. auf Gehwegen genutzt.